# Matěj Šmídl
Matěj Šmídl (ur. 25 lutego 1997) – czeski siatkarz, grający na pozycji atakującego. 

## Przebieg kariery
| Lata                      | Klub                      |
| ------------------------- | ------------------------- |
| 2014–2018                 | VK Ostrava                |
| 2018–2019                 | Bunge Rawenna             |
| 2019–2020                 | Selver Tallinn            |
| 2020–2021 (do 29.01.2021) | Lindemans Aalst           |
| 2021 (od 30.01.2021)      | SKV Ústí nad Labem        |
| 2021–2022                 | TalTech                   |
| 2022–2023                 | Bigbank Tartu             |
| 2023–2024                 | Akaa-Volley               |
| 2024–2025 (do 01.2025)    | Cambrai Volley            |
| 2025– (od 07.01.2025)     | Hypo Tirol Volleyballteam |

## Sukcesy klubowe
Liga bałtycka:
- 2023[5]
- 2022

Liga estońska:
- 2023[6]
- 2022[7]

Puchar Estonii:
- 2022

Liga fińska:
- 2024[8]

Puchar Austrii:
- 2025[9]

Liga austriacka:
- 2025[10]

## Nagrody indywidualne
- 2015: Najlepszy serwujący Mistrzostw Europy Kadetów